# Naci Ünüvar
Naci Ünüvar (Zaandam, 13 de junio de 2003) es un futbolista neerlandés que juega en la demarcación de delantero para el F. C. Twente de la Eredivisie.

## Trayectoria
Empezó a formarse como futbolista desde muy pequeño en la disciplina del OFC Zaandam, hasta que en 2011 se marchó al AFC Ajax. Estuvo ascendiendo de categorías hasta que en 2019 finalmente subió al segundo equipo, el Jong Ajax. Jugó en la Eerste Divisie durante una temporada, donde llegó a jugar diez partidos y anotó un gol. En la temporada 2019/20 subió al primer equipo haciendo su debut el 22 de enero de 2020 en un partido de la Copa de los Países Bajos contra el SV Spakenburg, tras sustituir a Siem de Jong en el minuto 86. Disputó otros dos partido más con el equipo principal antes de ser cedido las temporadas 2022-23, 2023-24 y 2024-25 al Trabzonspor, el F. C. Twente y el R. C. D. Espanyol respectivamente. Esta última cesión se canceló a mitad de campaña y regresó, en forma de traspaso, al F. C. Twente.

## Estadísticas

### Clubes
Actualizado al último partido disputado el 3 de noviembre de 2024.
| Club                             | Div.          | Temporada     | Liga  | Liga  | Copas nacionales | Copas nacionales | Copas internacionales | Copas internacionales | Total | Total |
| Club                             | Div.          | Temporada     | Part. | Goles | Part.            | Goles            | Part.                 | Goles                 | Part. | Goles |
| -------------------------------- | ------------- | ------------- | ----- | ----- | ---------------- | ---------------- | --------------------- | --------------------- | ----- | ----- |
| Jong Ajax · Países Bajos         | 2.ª           | 2019-20       | 10    | 1     | —                | —                | —                     | —                     | 10    | 1     |
| Jong Ajax · Países Bajos         | 2.ª           | 2020-21       | 29    | 7     | —                | —                | —                     | —                     | 29    | 7     |
| Jong Ajax · Países Bajos         | 2.ª           | 2021-22       | 33    | 16    | —                | —                | —                     | —                     | 33    | 16    |
| Jong Ajax · Países Bajos         | 2.ª           | 2022-23       | 1     | 0     | —                | —                | —                     | —                     | 1     | 0     |
| Jong Ajax · Países Bajos         | Total club    | Total club    | 73    | 24    | 0                | 0                | 0                     | 0                     | 73    | 24    |
| Ajax de Ámsterdam · Países Bajos | 1.ª           | 2019-20       | 0     | 0     | 1                | 1                | 0                     | 0                     | 1     | 1     |
| Ajax de Ámsterdam · Países Bajos | 1.ª           | 2020-21       | 0     | 0     | 0                | 0                | 0                     | 0                     | 0     | 0     |
| Ajax de Ámsterdam · Países Bajos | 1.ª           | 2021-22       | 0     | 0     | 2                | 0                | 0                     | 0                     | 2     | 0     |
| Ajax de Ámsterdam · Países Bajos | Total club    | Total club    | 0     | 0     | 3                | 1                | 0                     | 0                     | 3     | 1     |
| Trabzonspor Turquía              | 1.ª           | 2022-23       | 8     | 1     | 2                | 2                | 2                     | 0                     | 12    | 3     |
| Trabzonspor Turquía              | Total club    | Total club    | 8     | 1     | 2                | 2                | 2                     | 0                     | 12    | 3     |
| F. C. Twente · Países Bajos      | 1.ª           | 2023-24       | 19    | 3     | 0                | 0                | 6                     | 1                     | 25    | 4     |
| F. C. Twente · Países Bajos      | Total club    | Total club    | 19    | 3     | 0                | 0                | 6                     | 1                     | 25    | 4     |
| R. C. D. Espanyol · España       | 1.ª           | 2024-25       | 2     | 0     | 1                | 0                | —                     | —                     | 3     | 0     |
| R. C. D. Espanyol · España       | Total club    | Total club    | 2     | 0     | 1                | 0                | 0                     | 0                     | 3     | 0     |
| Total carrera                    | Total carrera | Total carrera | 102   | 28    | 6                | 3                | 8                     | 1                     | 116   | 32    |